# Magda Szabó
Magda Szabó (anhörenⓘ Ungarisch: Szabó Magda [ˈsɒboː ˈmɒɡdɒ]) (* 5. Oktober 1917 in Debrecen, Österreich-Ungarn; † 19. November 2007 in Kerepes bei Gödöllő) war eine ungarische Schriftstellerin.

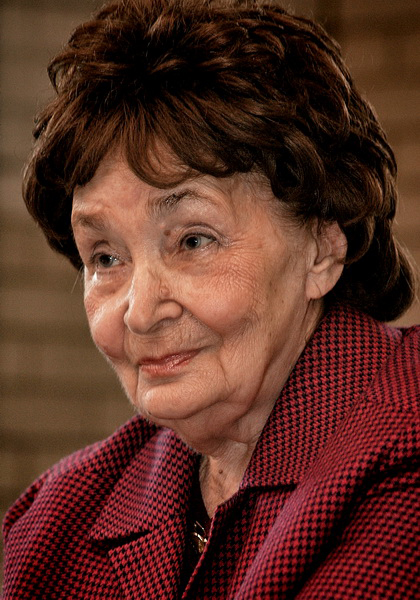
Magda Szabó

## Leben
Die Tochter einer calvinistischen Beamtenfamilie absolvierte ein Lehramtsstudium der klassischen Philologie und Literatur in Debrecen und arbeitete zwischen 1940 und 1945 als Lehrerin, anschließend war sie im Ministerium für Religions- und Unterrichtsfragen beschäftigt. 1947 gab sie ihr Debüt mit der Gedichtesammlung Lamm. 1949 wurde sie mit einem Publikationsverbot belegt, das bis 1959 galt, und aus dem Staatsdienst entlassen. Ab 1959 war sie als freischaffende Autorin und Übersetzerin tätig.
Die bekanntesten Werke Szabós sind die Romane „Das Fresko“ (Freskó, 1958), „Die andere Esther“ (Az őz, 1959), „Das Schlachtfest“ (Disznótor, 1960) und der mit Helen Mirren und Martina Gedeck verfilmte Roman „Hinter der Tür“ (Az ajtó, 1987). Sie veröffentlichte auch Kinderbücher und Jugendromane.
1978 bekam Szabó den Kossuth-Preis, Ungarns höchste Auszeichnung für Künstler; 2003 den Prix Femina. 1993 wurde sie zum Mitglied der Europäischen Akademie der Wissenschaften ernannt und erhielt im selben Jahr die Ehrendoktorwürde der Reformierten Theologischen Universität Debrecen.
Verheiratet war Szabó seit 1947 mit dem Autor und Übersetzer Tibor Szobotka (1913–1982).

## Werke(deutschsprachige Ausgaben)

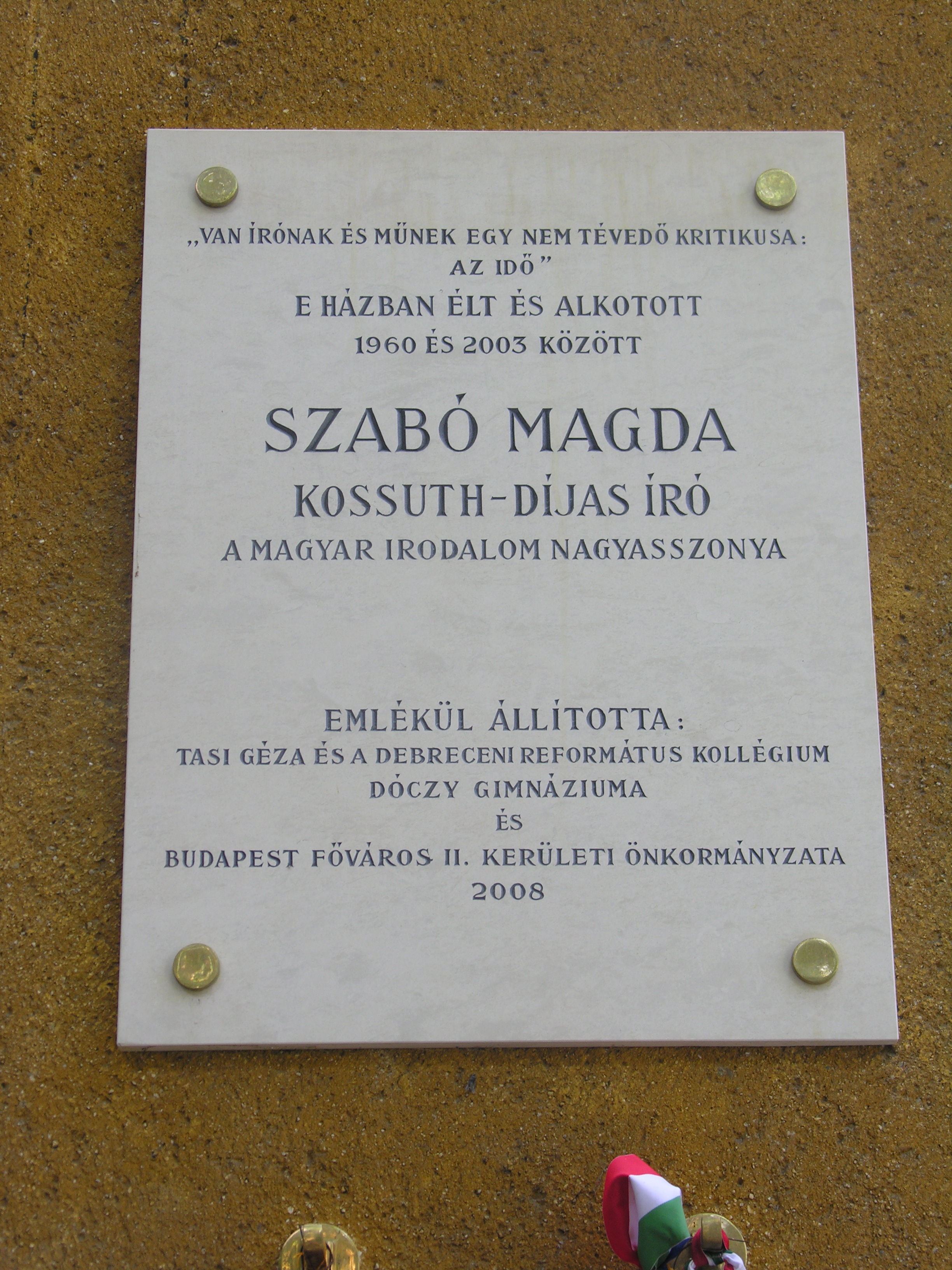
Gedenktafel in Budapest, Júlia utca 3

- Das Fresko (Freskó). Roman, Insel, Wiesbaden 1960
- Die andere Esther. Roman, Insel, Frankfurt am Main 1961
  - neu übersetzt als: Eszter und Angela, Volk und Welt, Berlin 1979
- Erika. Roman, Corvina, Budapest 1961
- Schlangenbiß. Schauspiel in drei Akten, Drei Masken, München um 1962
- Das Schlachtfest (Disznótor). Roman, Insel, Frankfurt am Main 1963
- Maskenball. Roman für junge Mädchen, Corvina, Budapest 1963
- … und wusch ihre Hände in Unschuld (Pilátus). Roman, Insel, Frankfurt am Main 1964
  - neu übersetzt als: Pilatus, Insel, Leipzig 1976, und Die Elemente, Secession, Zürich, 2010
- Inselblau. Ein Roman für alle Kinder und sehr gescheite Erwachsene (Sziget-Kék), Corvina, Budapest 1965
- Die Danaide (A danaida). Roman, Insel, Frankfurt am Main 1965
- Geburtstag, Altberliner Verlag, Berlin 1966
- 1. Moses 22. Roman, Insel, Frankfurt am Main 1967
- Lauf der Schlafenden. Erzählungen, Insel, Frankfurt am Main 1969
- Katharinenstraße (Katalin utc). Roman, Insel, Frankfurt am Main 1971
- Lala, der Elfenprinz (Tündér Lala), Kinderbuchverlag, Berlin 1974

- Abigail (Abigél). Erzählung, Corvina, Budapest 1978
  - neu übersetzt als: Abigél, Verlag Neues Leben, Berlin 1986

- Eine altmodische Geschichte (Régimódi történet). Tatsachenroman, Volk und Welt, Berlin 1987
- Die Tür (Az ajtó). Roman, Volk und Welt, Berlin 1990
  - neu übersetzt von Hans-Henning Paetzke als: Hinter der Tür, mit einem Nachwort von Eva Haldimann. Insel, Frankfurt am Main 1992, ISBN 3-518-39559-9.

## Verfilmungen
Literarische Vorlage
- 2012: Hinter der Tür (Az ajtó) – Regie: István Szabó, Darstellerinnen : Helen Mirren, Martina Gedeck und andere

Drehbuch
- 1959: Rote Tinte (Vörös tinta)
- 1981: Der Feenprinz (Tünder lala)